# ロベルト・ファラ
ロベルト・チャルベル・ファラ・マクスード（Robert Charbel Farah Maksoud, 1987年1月20日 - ）は、カナダ・ケベック州モントリオール出身の男子プロテニス選手。カリで育ったValle del Caucaのテニス選手は、レバノンの家系の息子である。 ATPツアーでダブルス自己最高ランキングは1位。右利き、バックハンド・ストロークは両手打ち。身長190cm、体重75kg。2019年ウィンブルドン選手権男子ダブルス、2019年全米オープン男子ダブルス優勝。現在コロンビアのNo.1ダブルスプレイヤーコンビでフアン・セバスティアン・カバルとペアを組み、デビスカップにも出場している。

## 来歴

### 生い立ち
テニスコーチの父親と元教師の母のもとに生まれ、3歳からテニスを始めた。母親のエヴァは元バレーボール選手でもあり、レバノン代表のキャプテンとしてモントリオールオリンピックに出場している。
南カリフォルニア大学でのカレッジテニスでは、4年生の2010年にシングルスで1位、ダブルスで2位になっていた。

### プロ経歴
2010年にプロに転向した。2011年ウィンブルドン選手権で初めて同胞のフアン・セバスティアン・カバルとペアを組み、そこからはほとんど彼とペアと出場している。しかし、初のATPツアー決勝進出時のペアはサンティアゴ・ヒラルドだった。
2014年のリオ・オープンでダブルス・ツアー初優勝を果たした。この年はマイアミ・オープンでマスターズ決勝進出もしている。
2016年ウィンブルドン選手権混合ダブルスでアンナ＝レナ・グローネフェルトと組んで決勝進出。2017年全仏オープン混合ダブルスでも同じペアで準優勝の成績を残した。
2018年は全豪オープンで初めて決勝に進出し、BNNイタリア国際ではマスターズ初優勝も果たしたが、自身のSNSでギャンブルサイトを宣伝したことで罰金と3か月の禁止処分を受けた。
2019年ウィンブルドン選手権でとしてグランドスラム初優勝を果たす。これにより、初の世界ランキング1位にも輝いた。全米オープンでも優勝し、ATPの『2019年最優秀ダブルスチーム』に選ばれた。
2020年1月にITFから禁止薬物アナボリックステロイドで陽性判定を受けたと告白し、暫定的な出場停止処分を科された。ボルデノンで陽性と判定されたことに対し、母国で肉を食べたことが原因だと主張している。翌月、過失なしと判断され、出場停止処分を免れることになった。

## ATPツアー決勝進出結果

### ダブルス: 34回 (16勝18敗)
| 結果   | No. | 決勝日         | 大会                   | サーフェス    | パートナー                     | 対戦相手                                            | スコア                                      |
| ------ | --- | -------------- | ---------------------- | ------------- | ------------------------------ | --------------------------------------------------- | ------------------------------------------- |
| 準優勝 | 1.  | 2012年7月22日  | グシュタード           | クレー        | サンティアゴ・ヒラルド         | マルク・ロペス マルセル・グラノリェルス             | 4–6, 6–7(9-11)                              |
| 準優勝 | 2.  | 2013年5月25日  | ニース                 | クレー        | フアン・セバスティアン・カバル | ヨハン・ブルンストロム レイベン・クラーセン         | 3–6, 2–6                                    |
| 準優勝 | 3.  | 2014年1月5日   | ブリスベン             | ハード        | フアン・セバスティアン・カバル | ダニエル・ネスター マリウシュ・フィルステンベルク   | 7–6(7-4), 4–6, [7–10]                       |
| 準優勝 | 4.  | 2014年2月9日   | ビニャ・デル・マール   | クレー        | フアン・セバスティアン・カバル | フロリン・メルジャ オリバー・マラチ                 | 2–6, 4–6                                    |
| 優勝   | 1.  | 2014年2月23日  | リオデジャネイロ       | クレー        | フアン・セバスティアン・カバル | ダビド・マレーロ マルセロ・メロ                     | 6-4, 6-2                                    |
| 準優勝 | 5.  | 2014年3月2日   | サンパウロ             | クレー        | フアン・セバスティアン・カバル | ギリェルモ・ガルシア＝ロペス フィリップ・オズワルド | 7–5, 4–6, [13–15]                           |
| 準優勝 | 6.  | 2014年3月29日  | マイアミ               | ハード        | フアン・セバスティアン・カバル | ボブ・ブライアン マイク・ブライアン                 | 7-6(10–8), 6-4                              |
| 優勝   | 2.  | 2014年8月23日  | ウィンストン・セーラム | ハード        | フアン・セバスティアン・カバル | ジェイミー・マリー ジョン・ピアーズ                 | 6–3, 6–4                                    |
| 優勝   | 3.  | 2015年2月15日  | サンパウロ             | クレー        | フアン・セバスティアン・カバル | パオロ・ロレンツィ ディエゴ・シュワルツマン         | 6–4, 6–2                                    |
| 優勝   | 4.  | 2015年5月23日  | ジュネーヴ             | クレー        | フアン・セバスティアン・カバル | レイベン・クラーセン 盧彦勳                         | 7–5, 4–6, [10–7]                            |
| 準優勝 | 7.  | 2015年7月26日  | ボースタード           | クレー        | フアン・セバスティアン・カバル | ジェレミー・シャルディー ルカシュ・クボット         | 7–6(8–6), 3–6, [8–10]                       |
| 準優勝 | 8.  | 2015年8月2日   | ハンブルク             | クレー        | フアン・セバスティアン・カバル | ジェイミー・マリー ジョン・ピアーズ                 | 6–2, 3–6, [8–10]                            |
| 準優勝 | 9.  | 2015年10月11日 | 東京                   | ハード        | フアン・セバスティアン・カバル | レイベン・クラーセン マルセロ・メロ                 | 6-7(5-7), 6-3, [7–10]                       |
| 優勝   | 5.  | 2016年2月14日  | ブエノスアイレス       | クレー        | フアン・セバスティアン・カバル | イニゴ・セルバンテス パオロ・ロレンツィ             | 6–1, 6–4                                    |
| 優勝   | 6.  | 2016年2月21日  | リオデジャネイロ       | クレー        | フアン・セバスティアン・カバル | ダビド・マレーロ パブロ・カレーニョ・ブスタ         | 7-6(7-5), 6-1                               |
| 準優勝 | 10. | 2016年5月1日   | ミュンヘン             | クレー        | フアン・セバスティアン・カバル | ヘンリ・コンティネン ジョン・ピアース               | 3–6, 6–3, [7–10]                            |
| 優勝   | 7.  | 2016年5月23日  | ニース                 | クレー        | フアン・セバスティアン・カバル | マテ・パビッチ マイケル・ヴィーナス                 | 4–6, 6–4, [10–8]                            |
| 優勝   | 8.  | 2016年10月26日 | モスクワ               | ハード (室内) | フアン・セバスティアン・カバル | ユリアン・ノール ユルゲン・メルツァー               | 4–6, 6–4, [10–8]                            |
| 優勝   | 9.  | 2017年2月14日  | ブエノスアイレス       | クレー        | フアン・セバスティアン・カバル | ダビド・マレーロ サンティアゴ・ゴンサレス           | 6-3, 6-0                                    |
| 準優勝 | 11. | 2017年2月25日  | リオデジャネイロ       | クレー        | フアン・セバスティアン・カバル | パブロ・クエバス パブロ・カレーニョ・ブスタ         | 4–6, 7–5, [8–10]                            |
| 準優勝 | 12. | 2017年4月14日  | ブダペスト             | クレー        | フアン・セバスティアン・カバル | ブライアン・ベイカー ニコラ・メクティッチ           | 6–7(2–7), 4–6                               |
| 優勝   | 10. | 2017年5月7日   | ミュンヘン             | クレー        | フアン・セバスティアン・カバル | ジェレミー・シャルディー ファブリス・マルタン       | 6–3, 6–3                                    |
| 準優勝 | 13. | 2017年5月28日  | ジュネーヴ             | クレー        | フアン・セバスティアン・カバル | ジャン＝ジュリアン・ロジェ ホリア・テカウ           | 6–2, 6–7(9–11), [6–10]                      |
| 準優勝 | 14. | 2018年1月27日  | 全豪オープン           | ハード        | フアン・セバスティアン・カバル | オリバー・マラチ マテ・パビッチ                     | 4–6, 4-6                                    |
| 準優勝 | 15. | 2018年2月18日  | ブエノスアイレス       | クレー        | フアン・セバスティアン・カバル | アンドレス・モルテニ オラシオ・セバジョス           | 3–6, 7–5, [3–10]                            |
| 優勝   | 11. | 2018年5月20日  | ローマ                 | クレー        | フアン・セバスティアン・カバル | パブロ・カレーニョ・ブスタ ジョアン・ソウザ         | 3–6, 6–4, [10–4]                            |
| 準優勝 | 16. | 2018年8月19日  | シンシナティ           | ハード        | フアン・セバスティアン・カバル | ジェイミー・マリー ブルーノ・ソアレス               | 6–4, 3–6, [6–10]                            |
| 準優勝 | 17. | 2019年1月12日  | シドニー               | ハード        | フアン・セバスティアン・カバル | ジェイミー・マリー ブルーノ・ソアレス               | 4–6, 3–6                                    |
| 優勝   | 12. | 2019年4月28日  | バルセロナ             | クレー        | フアン・セバスティアン・カバル | ジェイミー・マリー ブルーノ・ソアレス               | 6-4, 7-6(7-4)                               |
| 優勝   | 13. | 2018年5月19日  | ローマ                 | クレー        | フアン・セバスティアン・カバル | レイベン・クラーセン マイケル・ヴィーナス           | 6-1, 6-3                                    |
| 優勝   | 14. | 2019年6月29日  | イーストボーン         | 芝            | フアン・セバスティアン・カバル | マキシモ・ゴンザレス オラシオ・セバジョス           | 6-1, 6-3                                    |
| 優勝   | 15. | 2019年7月13日  | ウィンブルドン         | 芝            | フアン・セバスティアン・カバル | ニコラ・マウー エドゥアール・ロジェ＝バセラン       | 6-7(5-7), 7-6(7-5), 7-6(8-6), 6-7(5-7), 6-3 |
| 準優勝 | 18. | 2019年8月18日  | シンシナティ           | ハード        | フアン・セバスティアン・カバル | イワン・ドディグ フィリプ・ポラセック               | 4-6, 6-4, [10-6]                            |
| 優勝   | 16. | 2019年9月6日   | 全米オープン           | ハード        | フアン・セバスティアン・カバル | マルセル・グラノリェルス オラシオ・セバジョス       | 6-4, 7-5                                    |